# Rudolf Huyn
Rudolf Karl Leopold Julius Maria Huyn (28. července 1855 Verona – 21. července 1918 Oberbozen) byl rakouský šlechtic, státní úředník a politik německé národnosti z Tyrolska (respektive z dnešního Jižního Tyrolska), na konci 19. století poslanec Říšské rady.

## Biografie
Pocházel z šlechtického rodu Huynů. Jeho otcem byl generál  Johann Karl Huyn a matkou Natalie Marie von Sarnthein. V roce 1893 se oženil. Jeho manželkou byl Anna Maria Antonia Josepha Ludovika Emanuela Arz von und zu Arzio-Vasegg. Měl titul hraběte a komořího.
Narodil se ve Veroně. Profesně působil ve státní službě. Po delší dobu pracoval na ministerstvu zeměbrany, pak byl jmenován okresním hejtmanem v Meranu. V prosinci 1898 byl jmenován okresním hejtmanem v Bregenzu a zástupcem vlády při Vorarlberském zemském sněmu. V závěru života působil jako místodržitelský viceprezident.
Byl i poslancem Říšské rady (celostátního parlamentu Předlitavska), kam usedl ve volbách roku 1897 za kurii městskou v Tyrolsku, obvod Brixen, Sterzing, Kaltern atd. Poslancem byl jen krátce. Rezignoval 28. prosince 1897. V parlamentu ho pak nahradil Franz Rohracher.
Ve volbách roku 1897 kandidoval do Říšské rady za Katolickou lidovou stranu.
Zemřel v červenci 1918.
Tři z jeho bratrů sloužili v c. k. armádě a dosáhli generálských hodností, z nich Karl Georg Huyn (1857–1938) byl jako generálplukovník posledním rakousko-uherským místodržitelem v Haliči (1917–1918). Nejmladší ze sourozenců Pavel Huyn (1868–1946) byl biskupem v Brně (1904–1916) a arcibiskupem v Praze (1916–1919).